# Спајање АБА и НБА
Спајање АБА и НБА је био велики пословни маневар професионалног спорта 1976. године када се Америчка кошаркашка асоцијација (АБА) удружила са Националном кошаркашком асоцијацијом (НБА), након вишеструких покушаја током неколико година. НБА и АБА су ушле у преговоре о спајању још 1970. године, али је антимонополска тужба коју је поднео шеф синдиката НБА играча, у тужби познатој под именом „Робертсон против Нешнал Баскетбол Асс'н”, блокирала спајање до 1976. године.
НБА је пристала да прихвати четири од преосталих шест АБА тимова: Денвер нагетсе, Индијана пејсерсе, Њујорк нетсе и Сан Антонио спарсе. Преостала два АБА тима, Кентаки колонелси и Спиритс оф Ст. Лоуис, одустали су, а њихови играчи су ушли на дисперзиони драфт.

## Последња сезона АБА лиге (1975/76)

### Покушај одласка тимова
Пре сезоне 1975/76, Денвер нагетси и Њујорк нетси су поднели захтев за пријем у НБА. Власници Нетса и Нагетса су се обратили Џону Јанг Брауну млађем, у покушају да натерају његове Кентаки колонелсе да помогну у њиховом покушају преласка у НБА, али је Браун одбио, рекавши да остаје веран АБА. На крају, Нетси и Нагетси су по судском налогу били приморани да одиграју сезону у АБА до краја. Покушај Нагетса и Нетса да пређу у НБА створио је велико незадовољство унутар АБА и скренуо пажњу на појаву финансијске слабости неких мањих тимова лиге.

### Гашење четири АБА тима
У току сезоне, АБА је видела да су три њена тима (Мемфис, Сан Дијего и Јута) нестала пре краја 1975. године, док је четврти тим (Вирџинија) шепао током сезоне пре него што се одустао почетком 1976. Мемфис саундси су се преселили у Балтимор под именом Канџе, али је тим одустао након само три предсезонске утакмице након што није успео да успостави везу са лигом.
Дана 12. новембра 1975, три недеље у сезони, Сан Дијего сејлси су се угасили. Сејлсе је мучило недостатак интересовања публике, а њихов власник је сазнао да ће тим највероватније бити искључен из било каквог предстојећег спајања АБА и НБА јер власник Лос Анђелес лејкерса Џек Кент Кук није желео конкуренте у Јужној Калифорнији ни за свој тим ни за њихову телевизију покривеност на систему кабловске телевизије коју је поседовао. Играчи Сејлса су стављени на специјални дисперзни драфт.

Убрзо након тога, Јута старси, некада један од дугогодишњих и успешних тимова лиге, такође се распао 2. децембра 1975, као резултат тога што нису моглуи да исплачују обавезе. Бил Даниелс, власник Старса, остао је без новца због своје неуспешне кампање да постане гувернер Колорада и потешкоћа са другим пословним подухватима (Денијелс је на крају исплатио све власнике сезонских улазница Старса у целости плус 8% камате). Било је разговора између Старса и Спиритс оф Сент Луиса о спајању два тима, али су Старси одустали пре него што је то могло да се деси. Већина играча Старса, укључујући Мозеса Малона, продати су екипи Спиритс оф Ст. Лоуис.  Пошто је АБА смањена на седам тимова, лига је напустила игру у дивизијама.
Још један АБА тим, Вирџинија сквајерси, имао је велике проблеме у последње две године. Сквајерси су продали најбоље играче као што су Џулиуса Ирвинга, Рикија Барија, Џорџа Гервина, Варена Џабалија, Билија Полца и Свена Натера због сталних финансијских проблема. У сезони 1974/75, некада успешни Сквајрси су објавили најгори рекорд лиге од 15–69. У сезони 1975/76. Сквајерси су изједначили свој рекорд, постављајући идентичан рекорд са најгорим победама и поразима у лиги. Штавише, због све мање посећености, Сквајерси су се борили само да преживе до краја сезоне. У неколико наврата, Сквајерси су једва остварили плате. До краја сезоне 1975/76, Сквајерси су исцрпели све могућности за опстанак. Лига их је одбацила 11. маја 1976, пошто нису платили обавезу од 75.000 долара. Међутим, практично није било шансе да у било ком случају буду укључени у спајање. Сквајерси су били "регионална" франшиза која је играла домаће утакмице у три града Вирџиније. Регионалне франшизе се нису сматрале одрживим, а ниједан од "домаћих" градова Сквајерса није био ни приближно довољно велик да подржи НБА тим.

## Наставак такмичења
Након што су Сквајерси одустали, Кентаки колонелси, предвођени Артисом Гилмором, победили су Индијана пејсерсе у првом колу АБА плеј-офа 1976. Колонелси су затим изгубили полуфиналну серију од седам утакмица од Денвер нагетса, које су предводили Ден Ајсел и Дејвид Томпсон. Нагетси су после тога изгубили АБА финале од Њујорк нетса који су били предвођени Џулијусом Ирвингом. Нетси су, да би обезбедили финале, претходно победили Сан Антонио спарсе предвођене Џорџом Гервином. Спиритс оф Ст. Лоуис и њихова звезда Мозес Малоне су прошли регуларну сезону, али су пропустили плеј-оф. Свих шест тимова је и даље чекало одлуке АБА и НБА да би, са решавањем статуса Оскара Робертсона, започеле своје последње преговоре о спајању.  Спајање је коначно завршено 17. јуна 1976. на састанцима НБА лиге у дворани „Кејп Код” у одмаралишту Данфејс Хијанис у Хајанису, Масачусетс.

## Услови спајања за четири АБА тима
НБА је наметнула следеће услове за четири АБА припајајућа тима — Денвер нагетсе, Индијана пејсерсе, Њујорк нетсе и Сан Антонио спарсе:
- Долазак нових тимова третиран је као проширење, а не спајање. Сваки од четири преостала АБА тима морао је да плати 3,2 милиона долара накнаде за проширење НБА до 15. септембра 1976. НБА је такође одбила да призна АБА рекорде.
- Њујорк нетси су требали да плате додатних 4,8 милиона долара одштете директно свом ривалу у граду, Њујорк никсима, као компензацију за „инвазију“ на област Њујорка.
- Четири АБА тима уопште не би добијала новац од телевизијских преноса током своје прве три сезоне у НБА (1976–1979), и требало је да плате седмину својих годишњих телевизијских прихода након тога власницима угашеног Спиритса.[21]
- Четири АБА тима не би имала ниједан глас у вези са дистрибуцијом потврда о улазу или поравнањем НБА дивизија током две године.
- Преостали играчи из Кентаки колонелса и Спиритс оф Сент Луиса биће стављени на располагање НБА тимовима путем дисперзијског драфта, са суперзвездама као што су Артис Гилмор и Мозес Малон који иду у тимове који не припадају ниједном од четири придружена АБА тима.[22]
- Четири АБА тима као нове НБА франшизе не би смеле да учествују на НБА драфту 1976. године, али им је било дозвољено да изаберу играче из састава Колонелса и духова на дисперзивном драфту.

## Резултати спајања АБА и НБА

### Непосредни ефекти
У првој НБА ол стар утакмици након спајања, 10. од 24. НБА ол старса су били бивши играчи АБА.
У првом финалу НБА сезоне након спајања Портланд трејлблејзерса и Филаделфија 76ерса, пет од десет стартних играча су били бивши играчи АБА. Тих пет стартера из АБА били су Џулијус Ирвинг, Колдвел Џонс, Џорџ Мекгинис, Дејв Тварџик и Морис Лукас.
Од 84. играча из АБА лиге у време спајања, 63. су играла у НБА током наредне 1976/77. сезоне. У тој првој сезони после спајања, четири од десет најбољих НБА стрелаца су били из бивше АБА лиге (Били Најт, Дејвид Томпсон, Ден Ајсел и Џорџ Гервин).
Дон Бус, који се придружио НБА лиги са Пејсерсима, предводио је НБА у украденим лоптама и асистенцијама током те прве сезоне након спајања. Мозес Малон из екипе Спиритса оф Ст. Лоуиса завршио је трећи у скоковима док је Артис Гилмор из Кентакија колонелса био четврти. Гилмор и његов бивши саиграч из Колонелса, Колдвел Џонс, су били међу првих пет у НБА са блокираним шутевима.
Том Нисалк је напустио АБА да би тренирао НБА Хјустон рокетсе у првој сезони после спајања и са њима је освојио Централну дивизију. Нисалк је проглашен за НБА тренера године. Бивши тренер Кентаки колонелса Хјуби Браун преузео је НБА Атланта хоксе, а четири бивша АБА тима задржала су своје тренере када су ушли у НБА.

### Денвер нагетси
У ишчекивању спајања АБА и НБА 1974. године екипа Денвера је променила име из „Денвер рокетси” у „Денвер нагетси”, пошто је НБА већ имала тим под називом Рокетси, Хјустон рокетси.
У својој првој НБА сезони, Нагетси, тим који никада није освојио АБА шампионат, завршио је сезону као други најбољим тим регуларне сезоне, са скором од 50 : 32, и освојили Средњозападну дивизију. У својој другој НБА сезони, Нагетси су поново били шампиони Средњег запада, а у трећој сезони Нагетси су пропустили трећу узастопну титулу за једну утакмицу. Иако су финансијске казне и казне на драфту довеле до тога да тим мало стагнира након одласка тренера Лерија Брауна, Нагетси су остали јак НБА тим током 1980-их. После периода осредње игре током већег дела 1990-их и раних 2000-их, Нагетси су се опоравили и пласирали се у плеј-оф десет година заредом од 2004. до 2013. Предвођени Николом Јокићем  у 2023. години, Нагетси су освојили прво НБА првенство у својој франшизи.

## АБА селектирање играча 1976.
Списак екипа Кентаки колонелса и Спиритс оф Сент Луиса је 1976. године стављен у посебну селектовану верзију.
| Рунда | Избор | Играч              | Поз. | Националност     | НБА екипа                              | АБА екипа           | Цена уговора | Реф.   |
| ----- | ----- | ------------------ | ---- | ---------------- | -------------------------------------- | ------------------- | ------------ | ------ |
| 1     | 1     | Артис Гилмор^      | C    | Сједињене Државе | Чикаго булси                           | Кентаки колонелси   | 1.100.000 $  | [ 25 ] |
| 1     | 2     | Морис Лукас*       | К/Ц  | Сједињене Државе | Портланд трејблејзерси (од Атланте)[m] | Кентаки колонелси   | 300.000 $    | [ 26 ] |
| 1     | 3     | Рон Бун            | G/F  | Сједињене Државе | Канзас Сити кингси                     | Спиритс оф Ст. Луис | 250.000 $    | [ 27 ] |
| 1     | 4     | Марвин Барнс       | F/C  | Сједињене Државе | Детроит пистонси                       | Спиритс оф Ст. Луис | 500.000 $    | [ 28 ] |
| 1     | 5     | Мозес Малон^       | F/C  | Сједињене Државе | Портланд трејблејзерси                 | Спиритс оф Ст. Луис | 350.000 $    | [ 29 ] |
| 1     | 6     | Ренди Дентон       | C    | Сједињене Државе | Њујорк нетси                           | Спиритс оф Ст. Луис | 50.000 $     | [ 30 ] |
| 1     | 7     | Берд Ејверит       | G    | Сједињене Државе | Буфало брејвси (од Милвокија)[n]       | Кентаки колонелси   | 125.000 $    | [ 31 ] |
| 1     | 8     | Вил Џонс           | F    | Сједињене Државе | Индијана пејсерси                      | Кентаки колонелси   | 50.000 $     | [ 32 ] |
| 1     | 9     | Рон Томас#         | G/F  | Сједињене Државе | Хјустон рокетси                        | Кентаки колонелси   | 15.000 $     | [ 33 ] |
| 1     | 10    | Луи Дампијер^      | G    | Сједињене Државе | Сан Антонио спарси                     | Кентаки колонелси   | 20.000 $     | [ 34 ] |
| 1     | 11    | Јан ван Бреда Колф | G/F  | Сједињене Државе | Њујорк нетси                           | Кентаки колонелси   | 60.000 $     | [ 35 ] |
| 2     | 12    | Мајк Бар           | G    | Сједињене Државе | Канзас Сити кингси                     | Спиритс оф Ст. Луис | 15.000 $     | [ 36 ] |

## АБА доприноси НБА

### Три поена из игре
Три поена из игре је коришћено у АБА лиги, међутим НБА ју је првобитно омаловажавала, али ју је на крају усвојила у сезони 1979/80.
Анђело Дросос, власник Сан Антонио спарса је изјавио: „Када су се лиге спојиле, НБА могули нису желели шут за 3 поена. Ред Ауербак је то мрзео и рекао је да Селтикси никада неће пристати на то. Имао је пуно присталица против тропоенског правила игре. Наравно, неколико година касније Ред је драфтовао Лерија Бирда и одједном је био за то. И одједном је једна од већих атракција на Ол-стар утакмици  било распуцавање на 3 поена”.

### Такмичење у закуцавању
АБА је покренула идеју о такмичењу у закуцавању на АБА ол стар утакмици 1976. године. НБА је након тога одржала своје прво такмичење 1984. године. Такмичење у закуцавању је од тада било главни део НБА ол стар викенда (са изузетком 1998., 1999. и 2021.).

### Притисак на одбрану
Притисак на одбрану и затварање одбране, ретко коришћене у НБА која је ниграла са споријим темпом, били су уобичајени у АБА, а након спајања су почели да играју већу улогу у НБА.
Били Канингем, звезда Филаделфије 76ерса је о овој теми изјавио: „Када су Никси притискали и шутирали тројке и све то под Риком Питином, људи су се понашали као да је то нешто ново. Хеј, пола тимова у АБА играло је тако”.
Хаби Браун, бивши главни тренер Кентаки колонелса, Атланта хокса, Њујорк никса и Мемфис гризлиса је такође изјавио: „Ми (АБА) смо били испред НБА на много различитих начина. Имали смо игру од 3 поена. НБА је то рекла је био трик, сада је то један од најузбудљивијих делова професионалне игре... О свему што смо урадили у АБА они раде сада у НБА осим што нам нису узели црвено, бело, плаву лопту." На крају, НБА је оживела ову АБА лопту као „лопту новца“ у НБА такмичењу у брзом шутирању тројки на НБА ол стар викенду.

### Бржи темпо игре
АБА лига је имала далеко бржи темпо од НБА лиге, а та бржа игра, заједно са АБА играчима и тренерима, се пренела и на НБА након спајања. Данашња НБА игра је у великој мери изведена из АБА. Дугогодишњи главни тренер Денвер нагетса и алум АБА Даг Мо, који је такође тренирао Филаделфија 76ерсе, је прокоментарисао: „НБА сада игра нашу (АБА-ину) врсту кошарке“.

### Драфтовање средњошколаца
Пре спајања са АБА, НБА је дозвољавала да уђу у лигу играчима са завршеним колеџом као минимум. Међутим у АБА лиги није важило то правило. Бројни играчи су играли у АБА лиги а нису испуњавали тај услов. Спенсер Хејвуд, Џулијус Ирвинг, Џорџ Гервин, Џим Чонс, Џорџ Мекгинис, Ралф Симпсон, Мозес Малон су само од неких као примери. На крају, након спајања, НБА је следила њихов пример. Иако ова пракса никада није била без свог удела критичара, у НБА драфтовима је постало уобичајено постављање ученика у нижим разредима колеџа, а средњошколци су такође бирани на наредним НБА драфтовима..

## Пензијски фонд
Када се АБА коначно угасила, угасио се и њен пензиони фонд.  Играчи који су играли за АБА пре спајања очекивали су да ће на крају искористити те пензије, само да би открили да је новац нестао.[101] У 2014. години, покренута је групна тужба у име 204 бивша играча АБА-е тврдећи да НБА, када је апсорбовала АБАу, није поштовала Закон о обезбеђењу прихода од пензионисања запослених (ЕРИСА). Тужба је решена за укупно 800.000 долара (мање од 4.000 долара по подносиоцу захтева), али су играчи, организовани у групу под називом „Дропинг дајмс”, наставили да се боре за правичан удео у НБА профиту.